# Campionat internacional d'esgrima de 1922
El Campionat internacional d'esgrima de 1922 fou la segona edició de la competició que en l'actualitat es coneix com a Campionat del Món d'esgrima. La prova d'espasa es va disputar a París i la de sabre a Oostende.

## Resultats
| Proves            | Or               | Plata               | Bronze           |
| Espasa            |                  |                     |                  |
| Espasa individual | Raoul Heide      | Robert Liottel      | Gaston Cornereau |
| Sabre             |                  |                     |                  |
| Sabre individual  | Adrianus de Jong | Maurice Taillandier | Léon Tom         |

## Medaller
| Posició | País          | Or | Plata | Bronze | Total |
| 1       | Noruega       | 1  | 0     | 0      | 1     |
| 1       | Països Baixos | 1  | 0     | 0      | 1     |
| 3       | França        | 0  | 2     | 1      | 3     |
| 4       | Bèlgica       | 0  | 0     | 1      | 1     |
| TOTAL   | TOTAL         | 2  | 2     | 2      | 6     |